# Victoria cruziana
Victoria cruziana — вид квіткових рослин родини Лататтєві (Nymphaeaceae).

## Етимологія
Рід Victoria був названий на честь британського королеви Вікторії (1819—1901). Видовий епітет Cruziana було дано на честь Андреса де Санта-Круса (1792—1865), президента Перу і Болівії, що спонсорував експедицію в Болівії, в якій були зібрані перші екземпляри цього виду.

## Поширення
Вид є рідним для субтропічної Південної Америки, де він поширений в Аргентині, Парагваї і Болівії.

## Опис
Коренева водна трава, вкрита колючками, за винятком верхньої поверхні листя і квітів.
Яскраво-зелені листові пластинки до 2 м в ширину, з товстими оправами (перевернутими краями листя) до 20 см заввишки, які відрізняють його від близького родича Victoria amazonica.
Листові пластинки мають воскову поверхню, яка допомагає відштовхувати воду. Листя зелене з обох сторін (нижня іноді червонувато), гладке зверху, але з рясними гострими шипами внизу, які, можливо, є захистом від рослиноїдних риб і ламантинів. Зворотний бік лілії несе мережу з випуклими жилками.
Листової пластинки вільно плавають і прикріплені до кореневища довгою, гнучкою ниткою (стеблом).
Квітка велика, плавуча, кремово-біла, стає світло-рожевою на другу ніч після запилення. Довгі квітконоси випливають з підземного кореневища, що похований в мулі річкового дна. Квіткові бруньки колючі тільки біля основи (на відміну від V. amazonica, які є повністю колючими).
Запилення здійснюється жуком Cylocephata castanea, який притягається квітковим ароматом.
Плоди великі, колючі, ягодоподібні. Насіння численне, до 10 мм в діаметрі, півсферичні.

## Загрози і охорона
Victoria cruziana вимагає певного місця проживання (повільні, неглибокі водойми), які можуть опинитися під загрозою в результаті зміни клімату і пов'язане із ним збільшенням затоплення. Вирубка лісів (видалення лісу з районів навколо його проживання) також можлива загроза, оскільки це може призвести до зниження якості води.